# Аполлон-15
«Аполлон-15» (англ. Apollo 15) — американський пілотований космічний корабель серії космічних кораблів Аполлон, на якому була здійснена четверта висадка людей на Місяць.
Скотт та Ірвін перебували на Місяці 66 години 55 хвилин (30.07-02.08.1971).

## Екіпаж

### Основний екіпаж
- Девід Рендольф Скотт — командир
- Альфред Ворден[en] — пілот командного модуля
- Джеймс Ірвін — пілот місячного модуля

### Дублерний екіпаж
- Командир — Річард Гордон
- Пілот командного модуля — Венс Діво Бранд
- Пілот місячного модуля — Гаррісон Шмітт

### Запасний екіпаж
- Командир — Карл Гордон Хенайз
- Пілот командного модуля — Аллен Джозеф Персіваль
- Пілот місячного модуля — Роберт Аллан Паркер

## Політ
Загальна тривалість польоту 295 годин 11 хвилин 53 секунди.

### Старт
Старт «Аполлон-15» здійснено 26 липня 1971 року о 13:34:00 GMT з космодрому на мисі Канаверал, Флорида.

### Посадка на Місяць
Посадка на Місяць відбулася о 22:16:29 UT (06:16:29 p.m. EDT) 30 липня біля підніжжя Місячних Апеннін в точці з координатами 26,1008° пн. ш. 3,6528° сх. д., приблизно за 550 м на північний захід від запланованої точки. Після посадки залишилося палива приблизно на 103 с роботи двигуна.

### Перебування на Місяці
Космонавти здійснили три виходи на поверхню Місяця загальною тривалістю 18 год 35 хв.
Астронавти проїхали на місячному ровері 27,9 км. Найбільше віддалення від місячного модуля — 5 км. Відібрано і доставлено 77 кг місячної породи.

### Старт з Місяця
2 серпня о 17:11:23 UTC злітний ступінь місячного модуля залишив Місяць. О 19:10:25 UTC відбулося його стикування з базовим блоком на орбіті Місяця.
3 серпня о 01:04:01 UTC відбулося відстикування злітного ступеня місячного модуля. Злітний ступінь зіштовхнувся з поверхнею Місяця 3 серпня о 03:03:37 UTC зі швидкістю 1,7 м/с під кутом ~3,2° до горизонталі у точці з координатами 26,36 пн. ш. 0,25 сх. д., за 93 км на захід від місця розташування ALSEP «Аполлона-15».
4 серпня з 21:22:45 до 21:25:06 UTC було увімкнено двигун для переходу на траєкторію польоту до Землі.

### Політ на Землю
5 серпня Ворден здійснив «стоячий» вихід тривалістю 39 хв 7 с (16:10:19 — 20:17:55) для вилучення касети з плівкою з поверхні командного модуля.

### Приземлення
Приземлення відбулося 7 серпня 1971 року о 20:45:53 GMT у Тихому океані у точці з координатами 26° 13′ пд. ш. 158° 13′ зх. д.

## Мультимедіа
- «Аполлон-15»
- Скотт та Ірвін тренуються керувати місячним всюдиходом на Землі. (2,57 МБ, ogg/Theora format).
- Запуск «Аполлона-15». Кадри починаються за 30 с до старту, закінчуються на 40-ій секунді. (1,29 МБ, ogg/Theora format).
- Місячний модуль «Фалкон» стикується зі службовим модулем «Ендевор» (3,03 МБ, ogg/Theora format).
- Службовий модуль «Ендевор» відходить від «Фалкона» після розстикування (3,05 МБ, ogg/Theora format).
- Посадка на Місяць на гору Хедлі. Кадри починаються з висоти 1,5 км (5,47 МБ, ogg/Theora format).
- Стрічка, знята у процесі керування місячним всюдиходом (3,26 МБ, ogg/Theora format).
- Падіння молотка та пера — Скотт демонструє правоту Галілея (1,38 МБ, ogg/Theora format).
- Зліт з Місяця, знятий телекамерою на всюдиході (2,31 МБ, ogg/Theora format).
- Зліт з Місяця, знятий пілотом місячного модуля (1,18 МБ, ogg/Theora format).
- Ворден виходить у космос, щоб забрати касети з плівкою з модуля наукових інструментів (2,81 МБ, ogg/Theora format).
- Спуск та приводнення «Аполлона-15» (3,67 МБ, ogg/Theora format).
- Експеримент в лабораторії Лоренса у Берклі з частинками циклотрона для розслідування спалахів, що були помічені астронавтами на шляху до Місяця. Подібні експерименти провадились на «Аполлоні-15».